# Team Queso
Team Queso (abreviado como TQ) es una organización de eSports centrada en videojuegos de dispositivo móvil fundada en 2017 por el YouTuber Álvaro «Alvaro845» González y su esposa Alicia Morote Oliver. Entre los videojuegos en los que ha competido el equipo se encuentran Clash Royale, Rocket League, League of Legends, Valorant, Brawl Stars, PUBG Mobile, Honor of Kings y Axie Infinity.

## Historia
Team Queso nació como un equipo dedicado exclusivamente a videojuegos móviles, pero expandió su terreno también a juegos de PC. En sus inicios, los únicos juegos en los que participaban eran Vainglory y Clash Royale. Gracias al éxito comercial de este último, y por ser uno de los primeros equipos en introducirse en el mundo competitivo del mismo, el equipo rápidamente consiguió notoriedad en España y países de Latinoamérica.
Ganó su primera competición en 2020, cuando derrotó a SK Gaming en la Clash Royale League.
En 2020, Team Queso adquirió las empresas AppGrade, PatoGraphics y Metaworlds, siendo esta última una empresa dedicada al desarrollo de videojuegos Blockchain y que dio pie a la creación de un nuevo estudio de desarrollo de videojuegos NFT llamado Chili Cheese Games.
En el año 2021, la empresa hizo un rebranding de la marca. Su eslogan, «The Home of Mobile Gamers» cambió y pasó a ser «The Home of Gamers», en concordancia con su nueva filosofía, ahora expandiéndose al terreno de los videojuegos de PC y no solo de móvil.

## Clash Royale
Uno de los juegos por los cuales el equipo es mayormente conocido es Clash Royale. Sus integrantes ingresaban al equipo tras haber superado todas las «canteras», que consistían en una serie de clanes del juego en los que, mensualmente, se iba ascendiendo a los jugadores que superaran los torneos internos que se realizaban dentro de cada clan. Sus primeros fichajes fueron eldestructor96, Soking, Cuchii Cuu y Mikjail, personalidades ya reconocidas en el mundo del competitivo del juego. Los entrenadores del roster de Clash Royale para la CRL fueron Termisfa y Mad Raiders.
| Nacionalidad | Nombre               | Apodo         | Fecha de incorporación | Fecha de salida      |
| ------------ | -------------------- | ------------- | ---------------------- | -------------------- |
| España       | Beñat Juarros        | Beniju        | 31 de marzo de 2018    | Activo               |
| España       | Joan Pey             | IamJP         | 4 de febrero de 2020   | Activo               |
| España       | Miguel Muñoz         | Balen         | 3 de julio de 2021     | Activo               |
| España       | Pere Manel Rodríguez | Cuchii Cuu    | 10 de febrero de 2017  | Activo               |
| España       | Rubén García         | RUBEN         | 2 de mayo de 2019      | 10 de agosto de 2022 |
| España       | Jesús Varela Ruiz    | Soking        | 10 de febrero de 2017  | 2 de mayo de 2019    |
| Inglaterra   | Daniel Rean          | Saint Belikin | 2 de abril de 2018     | 11 de enero de 2019  |

El equipo participó en multitud de eventos, siendo la CRL de 2020 la que le otorgó el premio más alto, de 100.000€. El equipo enfrentó a otros conocidos equipos, entre ellos SK Gaming, a quien derrotó en las finales del evento. Otros eventos destacables son la Superliga Orange, quedando en primer lugar y amasando un premio de 15.200€. 

## Rocket League
El 29 de octubre de 2020, el equipo ingresa a la escena competitiva de Rocket League tras adquirir el roster del equipo de eSports Magnífico. El equipo participó en numerosos eventos, entre ellos la Rocket League Championship Series de 2021-2022, quedando en segundo lugar y obteniendo un premio de 60.000€. Más tarde, en 2022, el equipo se coronaría campeón de Europa en la Winter Regional 1: Apollo Open. El 27 de abril de 2022, la división de Rocket League de Team Queso fue disuelta.
| España | Nombre              | Apodo    | Fecha de incorporación |
| ------ | ------------------- | -------- | ---------------------- |
| España | Diego Isla          | vksailen | 29 de octubre de 2020  |
| España | Raúl Villarraaga    | DmentZa  | 29 de octubre de 2020  |
| España | Sergio Pérez Cortés | AtomiK   | 29 de octubre de 2020  |

## Menciones notables
- Primer puesto en la Clash Royale League (2020)[1]
- Campeón europeo de Rocket League (2022)[13]